# نابادووا
نابادووا (به لاتین: Nabadova) یک منطقهٔ مسکونی در سری‌لانکا است که در استان جنوبی (سری‌لانکا) واقع شده‌است.